# Посольство Украины во Франции
Посольство Украины во Французской Республике (укр. Посольство України у Французькій Республіці) — дипломатическая миссия Украины во Франции, находится в Париже.

## Задачи посольства
Основная задача Посольства Украины в Париже представлять интересы Украины, способствовать развитию политических, экономических, культурных, научных и других связей, а также защищать права и интересы граждан и юридических лиц Украины, находящихся на территории Франции.
Посольство способствует развитию добрососедских отношений между Украиной и Французской Республикой на всех уровнях, с целью обеспечения гармоничного развития взаимных отношений, а также сотрудничества по вопросам, представляющим взаимный интерес. Посольство выполняет также консульские функции.

## Руководители дипломатической миссии
- Могилянский Николай Михайлович (1918)
- Сидоренко Григорий Никитич (1919)
- Тышкевич Михаил Станиславович (1920)
- Шульгин Александр Яковлевич (1921)
- Слипченко Александр Сергеевич (1992)
- Кочубей Юрий Николаевич (18 сентября 1992[1] — 15 августа 1997[2])
- Зленко Анатолий Максимович (19 сентября 1997[3] — 2 октября 2000[4])
- Йохна Виталий Антонович (2000—2003) временный поверенный
- Сергеев Юрий Анатольевич (3 марта 2003[5] — 18 апреля 2007[6])
- Тимошенко Константин Владимирович (18 апреля 2007[7] — 13 мая 2010[8])
- Купчишин Александр Михайлович (31 мая 2010[9] — 16 мая 2014[10])
- Кобзистый Олег Павлович (2014) временный поверенный
- Шамшур Олег Владиславович (13 октября 2014[11] — 11 июня 2020[12])
- Омельченко Вадим Владимирович (с 11 июня 2020[13])